# Bătălia de la Monte Grappa

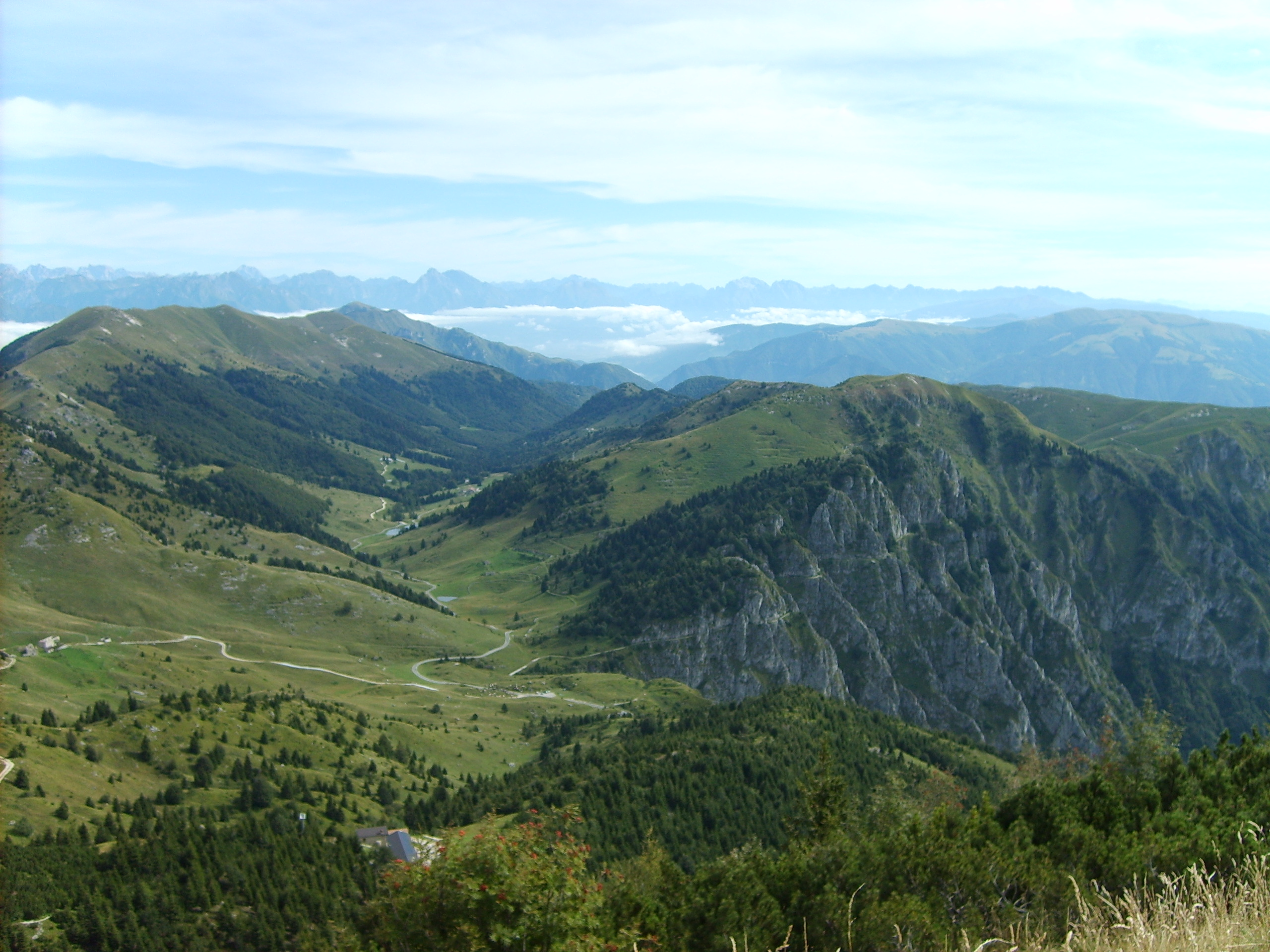
Vedere din vârful muntelui spre pozițiile austriece

Bătăliile de la Monte Grappa au fost o serie de trei bătălii care au fost purtate în timpul Primului Război Mondial între armatele Imperiului Austro-Ungar și ale Regatului Italiei pentru controlul masivului Monte Grappa, deoarece acesta acoperea flancul stâng al frontului italian Piave. 
Prima dintre aceste bătălii a devenit cea mai faimoasă, deoarece a oprit avansul austriac în urma ofensivei din toamnă a Austro-Ungariei din 1917. Șeful statului major italian, generalul Luigi Cadorna, a ordonat să se construiască apărări fortificate pe vârful Monte Grappa pentru a face din munte o fortăreață inexpugnabilă. Când ofensiva din toamnă austro-ungară din 1917 i-a înfrânt pe italieni, austriecii, cu ajutorul Alpenkorps-ului armatei germane, nu au reușit să ia vârful muntelui în timpul primei bătălii de la Monte Grappa din 11 noiembrie 1917, până la 23 decembrie 1917. Astfel, frontul italian de-a lungul râului Piave a fost stabilizat și, deși austriecii puteau vedea Veneția din pozițiile lor, nu aveau să ajungă niciodată la ea. Pierderile italiene au totalizat 12.000, iar cele austriece 21.000.
A doua bătălie de la Monte Grappa a fost complementară cu mai marea ofensivă austriece de vară din 1918, care a fost ultima operațiune ofensivă a Armatei Austro-Ungare din Primul Război Mondial.
A treia bătălie de la Monte Grappa a început pe data de 24 octombrie 1918, ca parte a ofensivei italiene finale a războiului, când 9 divizii italiene au atacat pozițiile austriece de pe Monte Grappa. Austriecii au răspuns majorându-și forțele pe munte de la 9 la 15 divizii și astfel angajând toate diviziile din rezervă rămase. Dar armata austriacă, uzată după lupte, a început o retragere generală pe 28 octombrie, când Cehoslovacia și-a declarat independența față de Austro-Ungaria.

## Cultura populară
Monte Grappa apare în jocul video first-person shooter din 2016 făcut de Electronic Arts, Battlefield 1, ca o hartă multiplayer. Harta este stabilită în timpul ofensivei italiene finale din cea de-a treia bătălie de la Monte Grappa, care înfruntă forțele austro-ungare împotriva Regatului Italiei. Harta face parte din operațiunea „Zidurile de Fier” stabilită în timpul ofensivei italiene din 1918. Harta apare și în joc ca parte a campaniei singleplayer sub numele Avanti Savoia. A apărut și în 2022, în jocul video multiplayer Isonzo (joc video) ca o hartă jucabilă.